# Dave Schultz
David Leslie Schultz, detto Dave (Palo Alto, 6 giugno 1959 – Newtown, 26 gennaio 1996), è stato un lottatore statunitense, sette volte campione mondiale ed una volta campione olimpico di lotta libera.
È omonimo del wrestler David Schultz.

## Biografia
Dave e il fratello, Mark Schultz, anche lui lottatore, hanno vinto l'oro alle stesse Olimpiadi di Los Angeles del 1984. I fratelli Schultz sono entrati nella storia dello sport della lotta libera in quanto gli unici (assieme a Buvaisar e Adam Saitiev e ad Anatolij e Sergej Beloglazov) a vincere sia il campionato del mondo sia i campionati olimpici. I fratelli Schultz hanno vinto più NCAA, US Open, Campionati del Mondo e titoli olimpici di qualsiasi combinazione di fratelli americani nella storia.
Dopo il ritiro ha allenato singoli e gruppi a livello universitario. Fu assassinato da John Eleuthère du Pont, un ricco milionario che ai tempi sponsorizzava la squadra di wrestling Foxcatcher, da lui fondata in un centro sportivo nella sua tenuta in Pennsylvania denominato "Foxcatcher Farm".